# Benito Buscarons
Benito Buscarons, en catalán: Benet Buscarons, (¿Barcelona?, ¿c. 12 de febrero de 1647? - Barcelona, 7 de julio de 1711) fue un maestro de capilla, músico y sacerdote.

## Biografía
Si la partida de nacimiento encontrada en Barcelona corresponde al maestro Buscarons, habría sido bautizado el 12 de febrero de 1647 en la parroquia de los Santos Justo y Pastor, con los nombres de Honorato, Jaime, Benito, Francisco, Pedro e Ignacio. Sus padres habrían sido Juan Pedro Buscarons, revendedor, y María. Fue niño de coro de la catedral de Barcelona y recibió su primera formación musical del maestro de capilla, Marcián Albareda; posteriormente, ejerció de tiple en la capilla hasta 1664.
El 8 de agosto de 1666 fue nombrado maestro de canto de la iglesia parroquial de los Santos Justo y Pastor. A finales de 1670 fue ordenado sacerdote y pocos días después, el 24 de enero de 1671, fue nombrado capiscol.
El 27 de julio de 1672 gana las oposiciones a maestro de capilla de la Catedral de Tarragona, pero parece que no llegó a ejercer efectivamente, pues el 6 de octubre de ese mismo año Isidro Escorihuela ocupó la plaza. En 1677 se presentó a las oposiciones a maestro de capilla de la Catedral de Valencia sin éxito, pero el 14 de mayo de 1678 fue nombrado maestro de capilla de Santa María del Pino de Barcelona, cargo que ocupó hasta su muerte.
Parece que fue una figura de prestigio en la Barcelona de su tiempo, ya que fue llamado a participar en diversos tribunales de oposiciones, como las de organista (1679) y maestro de capilla (1682) de la catedral y maestro de capilla en la iglesia de Santa María del Mar (1699).

## Obra
En cuanto a su obra compositiva, se conservan varias obras religiosas: el salmo Cum invocarem a 12 voces, el responsorio Qui Lazarum resuscitasti a 8 voces, un Benedictus a 5 voces y una Salve regina a 8 voces.